# Papatoetoe Association Football Club
Maillots
Le Papatoetoe Association Football Club est un club néo-zélandais de football basé à Papatoetoe dans la banlieue d'Auckland.
Fondé en 1959, il dispute ses rencontres à domicile au Murdoch Park, stade d'une capacité de 3 000 places.

## Historique
Le Papatoetoe AFC est fondé le 4 mai 1959 à la suite de l'initiative d'un jeune joueur Ken Hastings. Dès l'année suivante, le club dispute le championnat de la Franklin Association et remporte, en fin de saison, la victoire. De nouveau vainqueur du championnat en 1964, le club rejoint ensuite la Northern League, où elle évolue en division 2.
Deuxième de ce championnat en 1970, le club est alors promu en division 1 de la Northern League mais est relégué au terme de la saison 1971. De retour dans la première division de la Northern League, le club connaît une nouvelle rétrogradation en fin de saison 1976.
Sous la direction de Derek Lunt, ancien entraîneur des Courrier Ranges et avec comme gardien de but Ian Hastie, ancien international néo-zélandais, l'équipe termine vice-championne de division 2 en 1979 et retrouve la première division de Northern League. En 1982, l'équipe remporte le championnat et est alors promue, pour la première fois de son histoire, en championnat de Nouvelle-Zélande. Troisième pour sa première saison à ce niveau, l'équipe termine vice-championne l'année suivante à quatorze points de Gisborne City.
Le Papatoetoe AFC est relégué au terme de la saison 1989 et, après une saison difficile à l'échelon inférieur, retrouve le plus haut niveau en remportant en 1991 le championnat de la Northern League.
À la suite de la réorganisation du championnat en 1998, le club se retrouve en Northern League, championnat régional géré par la Fédération d'Auckland de football.

## Stade
Le club évolue à ses débuts au Papatoetoe Recreation Reserve puis au Murdoch Park. Le stade a une capacité de 3 000 places.

## Palmarès
- Championnat de Nouvelle-Zélande de football
  - Vice-champion : 1984

- Northern League
  - Vainqueur : 1982 et 1991